# Barisone III de Torres
Barisone III de Torres (né en 1221 – assassiné en 1236) fut Juge de Logudoro de 1233 à 1236.

## Origine
Barisone III est l'unique fils de Mariano II de Torres et de son épouse Agnese de Massa fille de Guillaume de Massa.

## Règne
Barisone III succède à son père, sous la régence d'un parent nommé Orzocco de Serra, désigné par la noblesse opposé à l'influence des Visconti qui regagnaient le terrain perdu en Arborée. Orzocco cosigne avec lui comme bayle un acte du 24 janvier 1233. Aubry de Trois-Fontaines, dans sa Chronique, précise que Barisone est « assassiné  avec cruauté » par ses « propres sujets », à l'âge de 15 ans, que ses membres sont coupés et son torse mutilé. Il semble que le jeune Juge ait été tué à Sorso pendant un soulèvement populaire déclenché par les Doria et les Malaspina, qui appartenait à la faction favorable à la république de Gênes. Il est inhumé dans l'église Saint-Pantaléon de Sorso et disparaît sans héritier. Le Judicat revient alors à l'une de ses sœurs Adelasia de Torres.

## Sources
- (en) Site Medieval Lands : Judges of Arborea (Sardinia)
- (en) Site de I. Mladjov Medieval Sardinia (Sardegna).
- (it) article de Barbara Fois  Mariano di Lacon-Gunale dans enciclopedia italiana Treccani consulté le 9 juin 2014.

## Crédits
- (it) Cet article est partiellement ou en totalité issu de l’article de Wikipédia en italien intitulé « Barisone III di Torres » (voir la liste des auteurs), édition du 9 juin 2014.